# Сент-Ипполит-ле-Граверон
Сент-Ипполи́т-ле-Граверо́н (фр. Saint-Hippolyte-le-Graveyron) — коммуна во французском департаменте Воклюз региона Прованс — Альпы — Лазурный Берег. Относится к кантону Карпантра-Нор. 

## Географическое положение

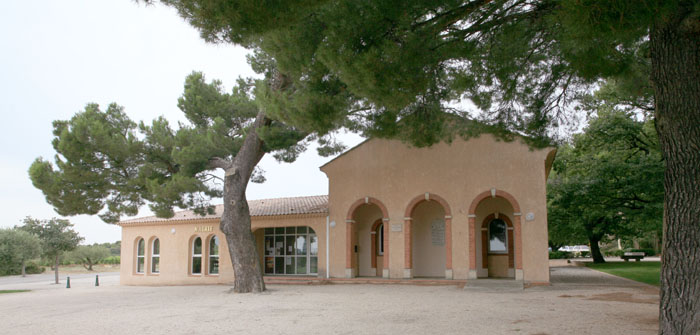
Сент-Ипполит-ле-Граверон. Мэрия.

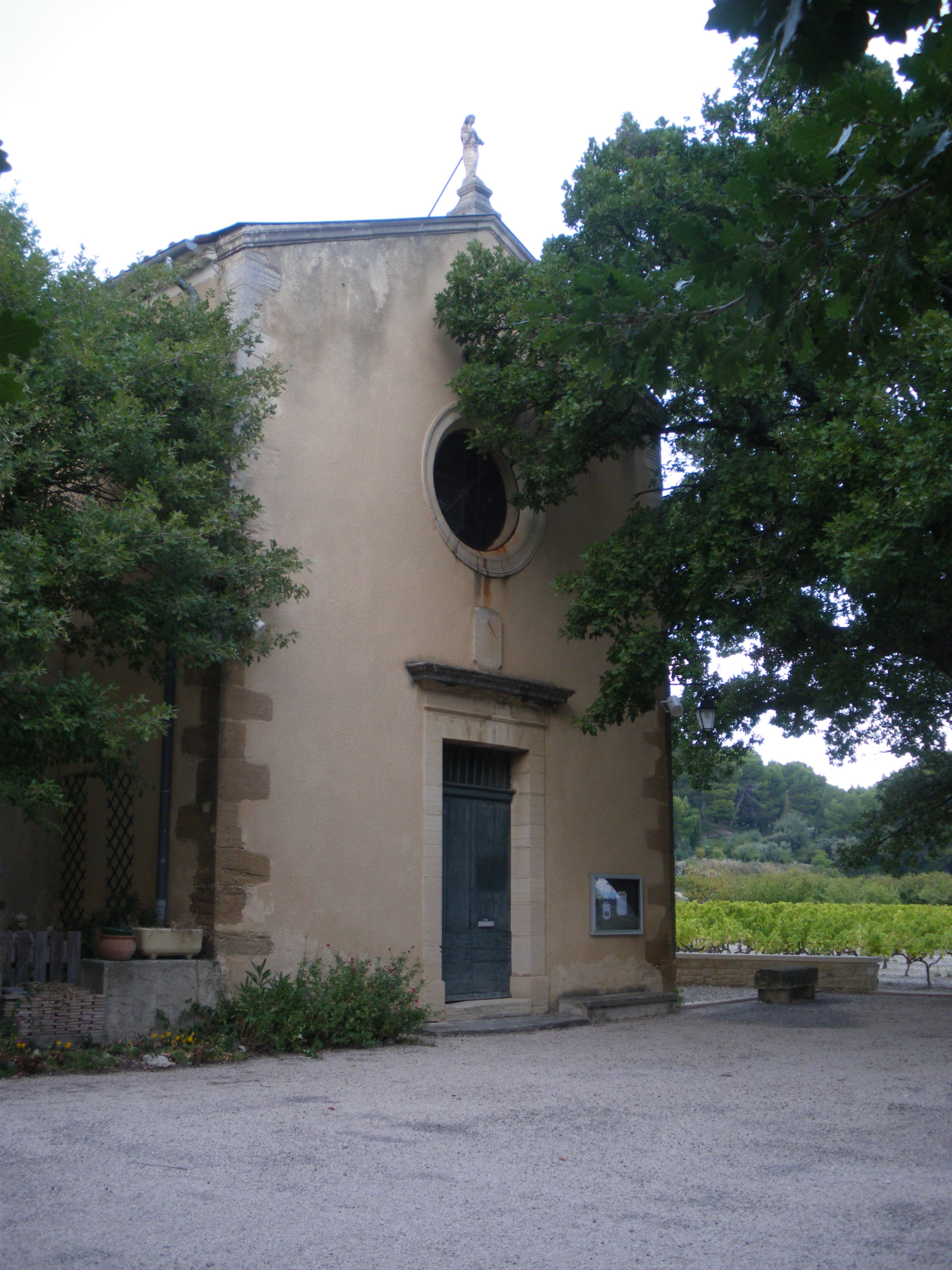
Церковь Сент-Ипполит-ле-Граверон.

Сент-Ипполит-ле-Граверон расположен в 36 км к юго-востоку от Авиньона, в 27 км к востоку от Оранжа и в 7 км к северу от Карпантра недалеко от горы Ванту. Соседние коммуны: Лафар на севере, Ле-Барру на северо-востоке, Каромб на юго-востоке, Обиньян на юго-западе, Бом-де-Вениз на западе. Коммуну пересекает локальная дорога D21.

### Рельеф и геология
Коммуна стоит у подножия гряды Дентель-де-Монмирай с наиболее высокой горой, называемой гора Кабро. Почва на территории Сент-Ипполит-ле-Граверона состоит из гравия, образовавшегося в результате эрозии соседних гор.

### Гидрография
Коммуна стоит на Брегу притоке Меда.

## Демография
Население коммуны на 2010 год составляло 164 человека.
| 1962 | 1968 | 1975 | 1982 | 1990 | 1999 | 2010 |
| ---- | ---- | ---- | ---- | ---- | ---- | ---- |
| 116  | 93   | 96   | 119  | 169  | 179  | 164  |